# Yttre Grundträsket (Piteå socken, Norrbotten)
Yttre Grundträsket är en sjö i Piteå kommun i Norrbotten och ingår i Lillpiteälvens huvudavrinningsområde. Sjön har en area på 0,227 kvadratkilometer och ligger 146,1 meter över havet.

## Delavrinningsområde
Yttre Grundträsket ingår i det delavrinningsområde (727789-173492) som SMHI kallar för Mynnar i Stor-Klockarträsket. Medelhöjden är 160 meter över havet och ytan är 4,62 kvadratkilometer. Det finns inga avrinningsområden uppströms utan avrinningsområdet är högsta punkten. Vattendraget som avvattnar avrinningsområdet har biflödesordning 2, vilket innebär att vattnet flödar genom totalt 2 vattendrag innan det når havet efter 31 kilometer. Avrinningsområdet består mestadels av skog (75 procent). Avrinningsområdet har 0,44 kvadratkilometer vattenytor vilket ger det en sjöprocent på 9,4 procent.